# 表面硬化

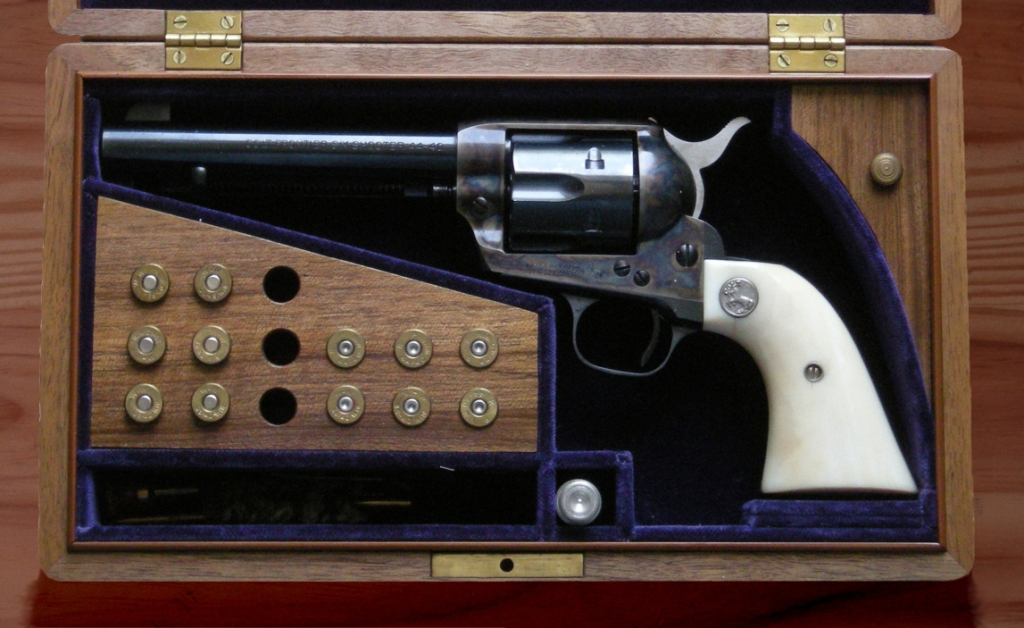
Colt Peacemaker，其中有在火熖中表面硬化的顏色

表面硬化（surface hardening、case-hardening）是一種使金屬工件的表面硬化，而且內部仍維持其韌性特性的金屬製程。表面硬化後，會在工件表面形成一層由較堅硬的金屬形成的「外殼」。含碳量低的鐵或是鋼，本身的可硬化性很低，表面硬化製程會將碳（滲碳）或氮（滲氮）用擴散方式進入表層。表面硬化一般用在工作已經成形之後，不過也可以用在要進行pattern welding或類似製程的棒材，來增強其硬度。面硬化（Face hardening）也用在說明現代装甲的類似製程。
若金屬件和其他堅硬或是黏著性的材料接觸，因為金屬的硬度大，比較可以抗磨損，所以會希望有一定的硬度。不過有硬度的材料其脆性也比較軟的材料要大，因此不一定適合將整個工件從外表到內部完全進行硬化。此情形下可以用表面硬化製作內部韌性較強（因為內層較軟，可以吸收應力不會破裂），而表面又比較堅硬，可以有相當抗蝕性的工件。

## 歷史
早期铁的熔煉是透過鍛鐵爐，可以產生兩種不同的鐵，一種是低含碳的鐵，可以加工冶煉成熟鐵，另一種鐵則是在其外層的含碳量比較高。高含碳的鐵有「熱脆性」（hot short），在鍛造時會碎裂並且瓦解。因此需再進行熔煉，不然無法使用這種鐵。因此西方在普遍使用精煉爐以外，幾乎不使用高含碳的鐵。熟鐵當中幾乎不含碳，富有延展性，但其硬度不高。
鐵的表面硬化就是將低碳鋼包裹在富含碳的物質中，再進行加熱，讓碳進入鐵的組織內。因此表層的鐵會變成高碳鋼，越往內層，含碳量就越低。最後的成品內部有低碳鋼的韌性，而外層則有高碳鋼的硬度以及抗磨性。
傳統鐵的表面硬化方法是將鐵的表面包裹上由骨骼磨片及木炭的混合物，或是包裹皮革、蹄、食盐及尿的混合物，裝在密封的箱子內。之後將箱子加熱到一定高溫，但需低於鐵的熔點，並且維持一段時間。維持的時間越久，碳滲透的深度越深。不同的應用會需要不同的硬化深度：銳利的工具會需要深度的硬化，在研磨磨銳的過程中也不會暴露其內層材料，而像齒輪之類的傳動件只需淺層的硬化，提昇其抗磨性。
若表面硬化的方式是利用上述的混合物，在表面硬化後外層會變色。鋼的顏色會顯著變化，依木炭及骨骼中的其他物質含量不同，會有黑色，藍色和紫色的斑點狀圖案。其氧化表面的作用和发蓝處理後的表面類似，可以提高抗蝕性，也有良好的光潔度。
表面硬化的鋼鐵結合了極佳的外層硬度以及內層的韌性，這是同質性的合金無法達到的，因為高碳鋼常伴隨著容易脆裂的缺點。

## 化學
在表面硬化的溫度下，碳仍維持固體，活動力不強。滲入鋼鐵組織內的是氣態的一氧化碳，是因為包裹在外的富碳材質乗
和空氣中的氧作用而來，若是用純碳，也會有此現象，但速度很慢。雖然此製程需要氧氣，但氧氣會通過CO循環進行再循環，因此可以在密封箱內進行。密封是必要的，因為破壞其密封，讓外界氧氣進入和一氧化碳反應，或是讓一氧化碳排出都可以終止表面硬化的反應。
加入易分解的碳酸鹽，例如會分解為氧化鋇及二氧化碳的碳酸钡，會進行以下反應
C（富碳材質中的） + CO2 <—> 2 CO
增加CO的濃度，以及富碳材質的活性。
有關表面硬化，有一個常識的誤解，認為表面硬化和骨骼有關，這是錯的。雖然有使用骨骼，但碳是從蹄和角來的。骨骼中有一些碳酸鹽，但主要是磷酸鈣。這些無法增加一氧化碳的濃度，而且會引入磷到鋼鐵合金中，變成其中的雜質。

## 現代用法
碳鋼和合金鋼都適合表面硬化。一般會是低含碳量（約小於0.3%）的軟鋼。軟鋼因為含碳量低，一般而言無法正常硬化，因此用化學方式調整表層，以增加可硬化性。表面硬化鋼是在高溫下，讓碳（滲碳）、氮（滲氮）及／或硼 （滲硼）滲透到鋼的外層，因此針對表面熱處理，以得到想要的硬度。
「表面硬化」（case-hardening）源自滲碳過程（在本質上和古代的製程相同）本身的實用性而來的。將鋼件放入密封的盒子中，盒子內填充有碳基的表面硬化化合物。將盒子放在高溫爐中一段時間，其時間及溫度會決定表面硬化的程度。不過，硬化的深度最終仍會受限於碳能夠滲入固態鋼中的程度，此方式的典型度為1.5 mm。現代的滲碳也會用其他方式，例如在富碳氣體中加熱工件。小物品可以通過用火炬反覆加熱並在富含碳的介質中淬火來硬化，介質像是已商品化的Kasenit / Casenite或Cherry Red。早期的介質中會含有有毒性的氰化物，而現代用的（例如Cherry Red）不含氰化物。

## 製程

### 火熖硬化或感應硬化

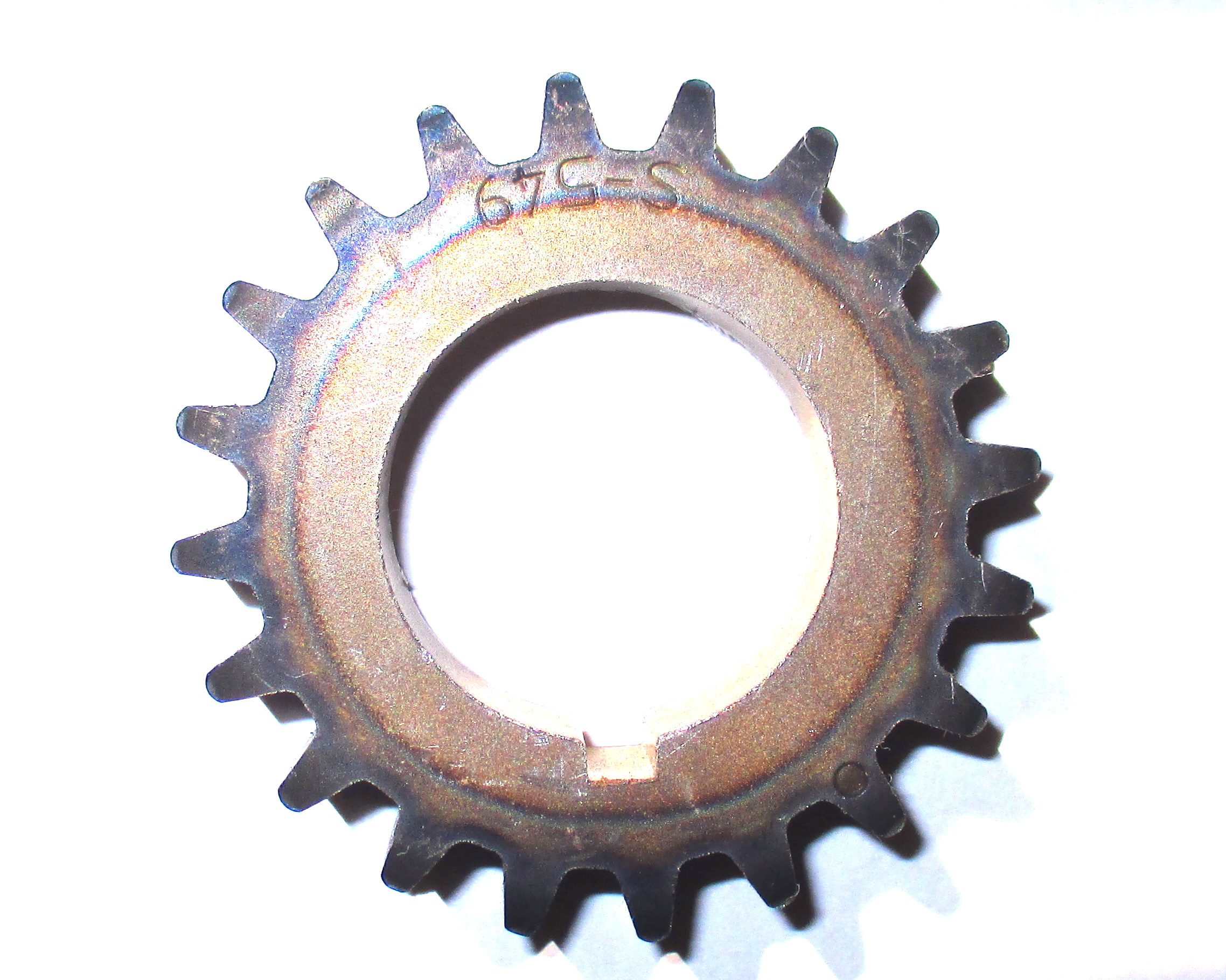
火焰硬化的鏈輪。齒附近的變色代表那部份快速加熱並且淬火

火熖硬化或感應硬化是鋼的表面快速加熱到高溫（可能直接用氧-乙炔氣熖，或是感应加热），再快速冷卻（一般會用水），這會在表面產生马氏体的外殼，這種硬化的含碳量需要到重量的0.3–0.6%。
典型應用像是鎖的鉤環，外層需要硬化以抵抗銼刀的加工，而機械齒輪需要硬的網狀表面以維持其使用年限，而齒輪仍需要韌性，使其耐用，且在對災難性破壞時仍可以使用。
火熖硬化的效果和以下四個因素有關。
- 熖頭的設計
- 加熱的時間
- 要到達的目標溫度
- 熱處理金屬的成份

### 滲碳
滲碳是針對含碳量0.1至0.3%的鋼，加工使其成為表面硬化鋼的製程。在製程中，會將鋼置入一個富含碳的環境下，再加高溫段時間，之後再淬火使碳留到結構內。最簡單的程序是由富含燃料的乙炔熖加熱，再在富含碳的液體（例如油）中淬
火。
滲碳是由擴散控制的製程，因此鋼放在富碳環境下越長，其碳的穿透深度就越深，含碳量也越高。滲碳部份會有較高的含碳量，可以進行火熖或是感應硬化。
滲碳也可以只針對一部份的表面，例如將不要滲碳的部份用銅包裹起來，或是只在要滲碳的部份加上富碳的介質。
碳的來源可能是固態、液態及氣態，若碳的來源是固態，此製程稱為包裹滲碳（pack carburizing）。若加熱幾小時，可以有約1mm厚的硬化層。
液態滲碳會將工件置入含碳液體中，例如金屬氰化物溶液，氣態滲碳則是將工件置入富有甲烷的爐內。

### 滲氮
滲氮時會在氨氣中加熱工件到482—621 °C（900—1,150 °F），並且讓氨氣分解，製程時間依需滲入深度而不同。因為其中形成氮化物，因此會產生硬度。因此鋼鐵其中需要有可形成氮化物的元素，滲氮才有效果，這些元素包括铬、钼和铝。此製程的好處是工件的變形量不大，因此工件可以在淬火、回火及加工後進行滲氮。

### 氰化
氰化（Cyaniding）是一種快速及有效率的表面硬化方式。將工件在氰化钠鹽浴中，加熱到871–954 °C，再在水中或是油中淬火並且沖洗，以洗掉表面殘留的氰化物。
2NaCN + O2 → 2NaCNO
2NaCNO + O2 → Na2CO3 + CO + N2
2CO → CO2 + C
此製程會產生薄且堅硬的表層（厚度約0.25至0.75 mm），硬度比滲碳產生的表層要硬，而且製程只需要20至30分鐘，也比滲碳的數個小時要少，因此材料比較不會變形。一般會用在小零件上，例如螺栓、螺帽、螺絲以及小齒輪上。氰化的主要缺點就是氰化物的毒性。

### 滲碳氮化
滲碳氮化類似氰化，不過不使用氰化鈉，用氨和碳氫化合物的混合氣體。若工件需要淬火，會加熱到775—885 °C（1,427—1,625 °F），不然，會加熱到649—788 °C（1,200—1,450 °F）。

### 鐵氧體滲碳氮化
鐵氧體滲碳氮化會在臨界溫度下（約為650度C）進行，擴散到工件表層的大部份是氮，也有少量的碳。由於在臨界溫度下，工件的微結構仍維持鐵氧體，沒有變成奥氏体，因此稱為「鐵氧體滲碳氮化」。

## 應用
需要承受高壓力以及強裂撞擊的零件仍需要表面硬化，像是槍隻的撞針及枪栓面，引擎的凸轮轴。會希望這些零件特別加以硬化，而其內部仍然是原來具有韌性的材質。
以往的槍枝常需要表面硬化，因為需要有低碳鋼方便加工，具有高加工精度的特點，但又需要高碳鋼的硬度以及抗蝕性。現在許多早期槍枝的仿製品，特別是單扳机的左輪手槍，常常會用表面硬化處理（或稱為表面上色）的外殼，其外殼會有類似傳統木炭和骨頭表面硬化後留下的圖案。
另一種需要表面硬化的零件是螺絲，特別是自攻螺絲。為了讓螺絲可以鑽孔、切削並且釘入其他的材料（像是鋼），螺絲的鑽尖和成形螺紋需要比要釘入的材料要硬。不過若整個螺絲都有相同的硬度，螺絲材質不夠強韌，很容易斷裂。因此其克服方式是只硬化其表面，內部維持較軟，但比較沒有脆性的材質。針對螺絲及緊固件，其表面硬化的方式就是簡單的熱處理（加熱以及淬火）。
為了防竊，鎖頭的鎖鉤和鏈條會加以表面硬化，避免竊賊切開，而其內部比較沒有脆性，可以抗衝擊。材料在表面硬化後會很難加工，因此會先成形，再進行表面硬化

## 外部連結
- Case Hardening
- Surface Hardening of Steels （页面存档备份，存于）
- Case Hardening Steel and Metal
- . 美国国防部. 7 June 1971  [2020-03-28]. （原始内容 (PDF)存档于2019-08-29）.